# Веняляйнен, Кати
Кати Веняляйнен в девичестве Сундквист (фин. Kati Venälänen, род. 15 февраля 1975, Ноормаркку, Турку-Пори) — известная финская лыжница, участница трёх Олимпийских игр и четырёх чемпионатов мира, призёрка чемпионата мира 2001 года. Наиболее успешно выступала в спринтерских гонках.
В Кубке мира Веняляйнен дебютировала в 1995 году, в феврале 2000 года впервые попала в тройку лучших на этапе Кубка мира, в спринте. Всего имеет на своём счету 3 попадания в тройку лучших на этапах Кубка мира, 1 в спринте и 2 в эстафете. Лучшим достижением Веняляйнен в общем итоговом зачёте Кубка мира является 20-е место в сезоне 2000/01.
На Олимпиаде-1998 в Нагано заняла 41-е место в гонке на 15 км классикой, так же была заявлена на гонку на 30 км свободным ходом, но не вышла на старт.
На Олимпиаде-2002 в Солт-Лейк-Сити была 28-й в гонке на 10 км классикой, 16-й в гонке преследования 5+5 км, 18-й в спринте и 7-й в эстафете.
На Олимпиаде-2006 в Турине стартовала в четырёх гонках, 10 км классическим ходом — 43-е место, эстафета — 7-е место, спринт — 29-е место и масс-старт на 30 км — не финишировала.
За свою карьеру принимала участие в четырёх чемпионатах мира, на чемпионате мира — 2001 в Лахти завоевала серебряную медаль в спринте свободным стилем.
Кати Веняляйнен завершила активную спортивную карьеру по окончании сезона 2006/07, но до сих пор иногда принимает участие в гонках национального уровня. Использует лыжи и ботинки производства фирмы Fischer.